# Éric Guérit
Pour les articles homonymes, voir Guérit.
Éric Guérit, né le 21 juillet 1964 à Niort, est un footballeur français devenu entraîneur. Il est actuellement adjoint d'Olivier Guégan au FC Sochaux-Montbéliard.

## Carrière

### Carrière de joueur

#### Carrière en club
Il commence sa carrière professionnelle à l'OGC Nice puis rejoint l'AS Monaco en 1989. Il quitte en fin de saison le club princier pour l'AS Cannes. En 1992, il prend la direction des Girondins de Bordeaux en compagnie de Jean-François Daniel et Zinédine Zidane.Il reste trois ans au club et lors de sa dernière saison, il prend la place de Toni en tant qu'entraîneur à huit journées de la fin. En juin 1995, il décide de quitter le club et est alors remplacé dans ses fonctions par Slavo Muslin.

#### Parcours en sélection
Il est sélectionné en équipe de France A en novembre 1988 par Michel Platini, dont c'est le premier match comme sélectionneur. Sur le banc lors du match en Yougoslavie, il n'entre pas en jeu.

### Carrière d'entraîneur
De mars 1997 à décembre 1998, il est entraîneur de l'équipe d'Angoulême. En 1999-2000, on le retrouve entraîneur de l'équipe réserve du LOSC Lille.
En 2002-03, il est l'entraîneur de l'équipe du SCO d'Angers et il est remplacé par Jacky Bonnevay puis il reprend la direction d'Angoulême. En janvier 2007, il rejoint le Stade rennais sous l'impulsion de son ancien coéquipier du temps de Cannes, Pierre Dréossi. Il intègre alors la cellule de recrutement rennaise.
En février 2012, à la suite des problèmes cardiaques de Laurent Huard, il prend les rênes de l'équipe réserve jusqu'au retour de celui-ci. Il quitte le Stade rennais en décembre 2014 à la suite du licenciement de Dréossi.
Après une expérience comme recruteur aux Girondins de Bordeaux, il devient l'adjoint d'Olivier Guégan après sa nomination à Sochaux.